# Auengebiete von nationaler Bedeutung im Kanton Aargau
Hier sind alle Auengebiete von nationaler Bedeutung im Kanton Aargau aufgelistet. Diese Aargauer Auengebiete sind in der Schweiz durch die Bundesverordnung vom 28. Oktober 1992 geschützt und Teil des Bundesinventars der Auengebiete von nationaler Bedeutung (französisch Inventaire fédéral des zones alluviales d’importance nationale, italienisch Inventario federale delle zone golenali d’importanza nazionale). Die Auenverordnung stützt sich auf den Artikel 18a Absätze 1 und 3 des Bundesgesetzes vom 1. Juli 1966 über den Natur- und Heimatschutz.
In der Auenverordnung ist festgelegt, wer im Zusammenhang mit dem Aueninventar wofür zuständig ist. Demnach ist auf nationaler Ebene der Bund dafür zuständig, die national bedeutenden Auenobjekte in einem Inventar aufzulisten, die Liste publik zu machen und nach gesetzlichen Vorgaben Entschädigungen an Landeigentümer auszurichten. Die Kantone legen nach Anhören der Grundeigentümer und Bewirtschafter den genauen Grenzverlauf der Objekte fest und scheiden ökologisch ausreichende Pufferzonen aus, sie treffen nach Anhören der Grundeigentümer und Bewirtschafter die zur Erhaltung der Objekte geeigneten Schutz- und Unterhaltsmassnahmen und erstatten dem Bund Bericht.

## Auentypen
Nach traditioneller Definition sind Auen jene Bereiche von Bächen, Flüssen und teils auch von Seen, die unterschiedlich lange periodisch überflutet werden und deren Grundwasserspiegel stark schwankt. Neben diesen klassischen Auenstandorten umfasst das Bundesinventar der Auengebiete von nationaler Bedeutung auch Gletschervorfelder und alpine Schwemmebenen. Mit ihrem stark schwankenden Wasserhaushalt und dem dynamischen Geschiebeverlauf bieten sie bestimmten Pionierpflanzen einzigartige Lebensräume. Der Kanton Graubünden weist von allen Kantonen die grösste Anzahl solcher Flächen in den Hochalpen auf.
Das Bundesinventar teilt die inventarisierten Schutzzonen den folgenden Typen zu: Flussau, Seeufer, Delta, Gletschervorfeld und alpine Schwemmebene.

## Schutzziel
Ziel der Auenverordnung ist die ungeschmälerte Erhaltung der inventarisierten Gebiete. Insbesondere sind die auenspezifische einheimische Pflanzen- und Tierwelt und ihre ökologischen Voraussetzungen, die geomorphologische Eigenart und die natürliche Dynamik des Gewässer- und Geschiebehaushalts zu erhalten und soweit sinnvoll wiederherzustellen.
An einigen Flüssen sind nur noch Restflächen der ursprünglichen Auenlandschaften vorhanden, weil die Gewässer im 19. und 20. Jahrhundert zum Schutz vor Hochwasser verbaut und zur Energiegewinnung gestaut und teilweise abgeleitet wurden. Einzelne Strecken haben in jüngerer Zeit mit der Entfernung solcher Bauwerke wieder einen naturnahen Zustand als Auengebiete zurückerhalten.

## IUCN-Kategorie
Sämtliche hier aufgelisteten Auengebiete erfüllen die Bedingungen der Kategorie IV der International Union for Conservation of Nature and Natural Ressources (IUCN): Das heisst, es sind Gebiete, für deren Einrichtung und Erhaltung spezielle Eingriffe erfolgen. Die unter Schutz gestellten Gebiete werden regelmässig kontrolliert, die jeweiligen Massnahmen den lokalen Gegebenheiten angepasst. Denn Gebiete im Gebirge erfordern andere Massnahmen als Gebiete im Flachland, und Auengebiete vom Typ Fliessgewässer andere als jene vom Typ Seeufer oder Delta.

## Nationale und internationale Datenbank
Die Europäische Umweltagentur (European Environment Agency) koordiniert die Daten der europäischen Mitglieder. Die inventarisierten Auengebiete der Schweiz führen in der internationalen Datenbank den Code «CH03».

## Herkunft der Daten
Die Aufstellung entspricht der Common Database on Designated Areas der Europäischen Umweltagentur (EEA). Die letzte Aufnahme eines Gebiets erfolgte 2017. Die nationale Quelle findet sich nach Kantonen sortiert im PDF-Format für jedes einzelne Objekt beim Bundesamt für Umwelt (BAFU). Die ZIP-Datei ist downloadbar.

## Revision
Das erste Aueninventar trat 1992 in Kraft, obwohl es noch unvollständig war. Gebiete über 800 m Meereshöhe wurden unvollständig erfasst. Mit der 1. Revision wurden im Jahr 2001 Schutzgebiete, die auf über 1800 m Meereshöhe liegen im Inventar ergänzt. Das sind Gletschervorfelder und alpine Schwemmebenen. Mit der 2. Revision wurde das gesamte hydrographische Gebiet der Schweiz unterhalb der alpinen Stufe systematisch erfasst. Das resultierte in der Aufnahme vor allem von Auengebieten in gebirgigen und subalpinen Regionen, die bisher untervertretenen waren. Das revidierte Aueninventar trat 2003 in Kraft. Das derzeitige Aueninventar stützt sich auf die Verordnung, die seit dem 1. November 2017 in Kraft ist.

## Erklärung der Spalten
- Objekt/(Swisstopo): ist die nationale ID, die sich zusammensetzt aus dem Kantonskürzel gefolgt von einer Nummer. Zur besseren Lesbarkeit trennt ein Bindestrich das Präfix von der Nummer. Der Link führt zum passenden Kartenausschnitt von Swisstopo, der das entsprechende Schutzgebiet als farbig hervorgehobene Fläche (shape) wiedergibt. Ein Klick auf diese Fläche führt zu den Objekt-Informationen. Und von hier leitet der Link unten zum detaillierten Objekt-Blatt im PDF-Format.
- Gebietsname/Lokalität: ist die offizielle Bezeichnung des Schutzgebietes und ist verlinkt mit dem entsprechenden Wikipedia-Artikel (wenn vorhanden) bzw. mit einem Abschnitt eines Wikipedia-Artikels (z. B. über eine Gemeinde, in der das Schutzgebiet liegt).
- Standort-Gemeinde(n): nennt die Gemeinde(n), in der/denen sich das Schutzgebiet befindet. Die Reihenfolge ist alphabetisch geordnet. Bei kantonsübergreifenden Gebiete steht das Kantonskürzel vor den Gemeinden.
- Gewässer: benennt das Gewässer, in/an dem das Auengebiet liegt.
- Auen-Typ: nennt den Typ, nach dem das Gebiet kategorisiert ist (Flussaue/Fliessgewässer, Seeufer, Delta, Gletschervorfeld oder alpine Schwemmebene).
- CDDA-Sitecode: stellt die ID des Schutzgebiets in der Commons Data on Designated Areas der Europäischen Umweltagentur für ausgewiesene Schutzgebiete in Natur- und Landschaftsschutz in Europa dar. Der Link führt direkt zum entsprechenden Objekt-Blatt mit einem zoombaren Kartenausschnitt.
- Fläche in ha: gibt die Fläche des Schutzgebietes in Hektar wieder.
- Koordinaten: werden nur als Icon dargestellt; der Quellcode zeigt die Werte auf den internationalen Standard umgerechnet.
- Bild: ist der Platz für ein Bild. Hier kann die Vorlage Bilderwunsch als Platzhalter stehen. In diesem Fall erscheint der Wunsch auf einer Karte, die Bilderwünsche in geografischer Verteilung darstellt.
- Q-ID: ist die ID des entsprechenden Wikidata-Objekts.

## Liste der Auengebiete von nationaler Bedeutung im Kanton Aargau
| Objekt (Swisstopo) | Gebietsname Lokalität         | Gemeinde(n)                                                                                            | Gewässer          | Auen-Typ          | CDDA- Sitecode | Fläche in ha                          | Koordinate            | im Bundesinventar seit | Revision              | Bild oder | Q-ID       |
| ------------------ | ----------------------------- | --- | ----------------- | ----------------- | -------------- | ------------------------------------- | --------------------- | ---------------------- | --------------------- | --------- | ---------- |
| AG-2               | Haumättli                     | Möhlin                                                                                                 | Rhein             | Fliessgewässer    | 148587         | 9,21                                  | ⊙                     | 1992                   | 2003                  | oder      | Q108086347 |
| AG-3               | Rietheim-Koblenz              | Koblenz, Rietheim                                                                                      | Rhein             | Fliessgewässer    | 148581         | 71,58                                 | ⊙                     | 1992                   | 2017                  | oder      | Q108086340 |
| AG-36              | Auenreste Klingnauer Stausee  | Böttstein, Klingnau, Koblenz, Leuggern                                                                 | Aare              | Fliessgewässer    | 148582         | 112,17                                | ⊙                     | 1992                   | 2001                  | oder      | Q108086341 |
| AG-37              | Wasserschloss Brugg-Stilli    | Brugg, Gebenstorf, Untersiggenthal, Villigen, Windisch                                                 | Aare, Reuss       | Fliessgewässer    | 148590         | 126,50                                | ⊙                     | 1992                   |                       |           | Q108086350 |
| AG-40              | Umiker Schachen-Stierenhölzli | Brugg, Schinznach, Schinznach-Bad, Villnachern                                                         | Aare              | Fliessgewässer    | 148594         | 124,29                                | ⊙                     | 1992                   |                       |           | Q108086354 |
| AG-51              | Reussinsel Risi               | Mellingen, Stetten, Tägerig                                                                            | Reuss             | Fliessgewässer    | 148599         | 12,20                                 | ⊙                     | 1992                   |                       |           | Q108086374 |
| AG-87              | Rüsshalden                    | Mellingen, Wohlenschwil                                                                                | Reuss             | Fliessgewässer    | 148598         | 7,98                                  | ⊙                     | 1992                   | 2003                  | oder      | Q108086373 |
| AG-88              | Tote Reuss-Alte Reuss         | Bremgarten, Eggenwil, Fischbach-Göslikon, Künten                                                       | Reuss             | Fliessgewässer    | 148601         | 80,04                                 | ⊙                     | 1992                   | 2003                  |           | Q108086376 |
| AG-91              | Rottenschwiler Moos           | Bremgarten, Eggenwil, Fischbach-Göslikon, Künten                                                       | Reuss             | Fliessgewässer    | 148604         | 76,98                                 | ⊙                     | 1992                   | 2003                  |           | Q108086378 |
| AG-92              | Still Rüss-Rickenbach         | AG: Aristau, Jonen, Merenschwand, Oberlunkhofen, Rottenschweil, Unterlunkhofen ZH: Obfelden, Ottenbach | Reuss             | Fliessgewässer    | 148606         | 207,52 (AG: 172,24 ZH: 35,28)         | ⊙                     | 1992                   | 2003                  |           | Q108086380 |
| AG/ZG-95           | Ober Schachen-Rüssspitz       | AG: Merenschwand, Mühlau ZG: Hünenberg ZH: Obfelden                                                    | Reuss             | Fliessgewässer    | 148607         | 70,93 (AG: 38,30 ZG: 14,90 ZH: 17,73) | ⊙                     | 1992                   | 2003                  |           | Q108086381 |
| AG-220             | Rossgarten                    | Leibstadt, Schwaderloch                                                                                | Rhein             | Fliessgewässer    | 148584         | 12,78                                 | ⊙                     | 1992                   |                       | oder      | Q108086344 |
| AG-337             | Bünzaue Möriken-Othmarsingen  | Möriken-Wildegg, Othmarsingen                                                                          | Bünz              | Fliessgewässer    | 347638         | 51,10                                 | ⊙                     | 1992                   |                       |           | Q108089295 |
| AG-401             | Aarau-Rupperswil              | Aarau, Auenstein, Rupperswil                                                                           | Aare              | Fliessgewässer    | 555597185      | 271,50                                | ⊙                     | 2017                   |                       |           | Q108086318 |
| AG/SO-414          | Ruppoldingen                  | AG: Rothrist SO: Boningen, Olten                                                                       | Aare              | Fliessgewässer    | 555597192      | 38,64 (AG: 7,34 SO: 31,30)            | ⊙                     | 1992                   |                       |           | Q108086326 |
| Objekte insgesamt  | Objekte insgesamt             | Objekte insgesamt                                                                                      | Objekte insgesamt | Objekte insgesamt | 1'273,42       | ha gesamte Auenfläche                 | ha gesamte Auenfläche | ha gesamte Auenfläche  | ha gesamte Auenfläche |           |            |